# ヒロボー bit
bitは、日本のヒロボーが試作した1人乗り電動ヘリコプター。

## 概要
ヒロボーは東日本大震災を契機に、要救助者の探索や緊急避難といった災害時の人命救助に活用したいという松坂晃太郎社長の意志を反映して、1人乗りヘリコプターであるbitを開発した。機体の企画立案・デザイン・設計は、TMD Laboratoryの代表を務めるデザイナー、プランナーの宮川拓也が行った。
完成した機体は制限下でのホバリング試験を経て、2012年（平成24年）10月に開催された国際航空宇宙展で発表された。その後は同時に発表された無人電動ヘリコプターであるHX-1およびその改良型であるHX-2への取り組みを優先させつつも、2017年（平成29年）頃まで開発を継続していたが、bitのような航空機の飛行の可否を決定できるような法整備がなされていないことから、日本でのbitの運用は不可能との判断に基づき、2019年（令和元年）までに開発は中断されている。
機体の機構はHX-1のそれを発展させたもので、可変ピッチ機構を持つ電気モーター駆動の同軸二重反転式ローターを備え、静粛性の確保やテールローターを省いての機体のコンパクト化を図っている。パイロットによる操縦時にはフライ・バイ・ワイヤが使用される他、有人・無人双方での完全自律飛行や遠隔操縦も可能。操縦席には右側にコントロールスティック、左側にパワーレバー、左前面にヘッドアップディスプレイ（HUD）を備える。飛行速度は96 km/hあるいは100 km/hで、その際の航続時間は30分。最大積載重量は約80 kg。価格は1機3,000万円。
2012年の発表の時点では、翌2013年（平成25年）の初飛行と、2016年（平成28年）までの実用化が予定されていた。想定されていた用途には、人命救助の他に富裕層のホビー、エアタクシー、輸送、防衛などがあった。また、災害現場での運用のための防爆化や、2人乗りの派生型の構想も存在した。